# 维尔弗雷森
维尔弗雷森是奥地利施蒂利亚州德意志兰茨贝格县的一个市镇。总面积43.84平方公里，总人口654人，人口密度14.9人/平方公里（2001年）。